# Peter Foster
Peter Foster (* 27. července 1960) je bývalý australský rychlostní kanoista. Na Letních olympijských hrách 1988 v Soulu získal bronzovou medaili spolu s Kelvinem Grahamem na dvojkajaku na 1000 metrů. Jeho starší sestra Margot je držitelkou bronzové medaile ve veslování z Letních olympijských her 1984 v Los Angeles.